# Падар (Минская область)
Падар, Подар (бел. Падар) — деревня в Червенском районе Минской области. Входит в состав Колодежского сельсовета.

## Географическое положение
Находится примерно в 15 километрах к северо-востоку от райцентра и в 77 км от Минска, в 32 км от железнодорожной станции Гродзянка.

## История
В письменных источниках упоминается с XIX века. На 1858 год в Игуменском уезде Минской губернии упоминаются деревни Старый Пруд и Падар, относящиеся к имению Ивановск, которое принадлежало помещику Шевичу, вместе в них насчитывалось 84 души мужского пола. На 1870 год деревня относилась к Юровичской волости, здесь было 37 душ мужского пола. Согласно переписи населения Российской империи 1897 года, насчитывался 21 двор, проживали 167 человек, рядом также был застенок Падар (Можница), где было 3 двора и 28 жителей. На начало XX века здесь насчитывалось 27 дворов и 230 жителей. На 1917 год 30 дворов, где жили 173 человека. С февраля по декабрь 1918 года деревня была оккупирована немецкими войсками, с августа 1919 по июль 1920 — польскими. 20 августа 1924 года деревня вошла в состав вновь образованного Хуторского сельсовета Червенского района (с 20 февраля 1938 — Минской области. Согласно Переписи населения СССР 1926 года в деревне было 32 двора, проживали 179 человек. Во время Великой Отечественной войны деревня была оккупирована немцами в начале июля 1941 года, освобождена в начале июля 1944 года, один её житель не вернулся с фронта. В 1980-е входила в состав совхоза «Нива». По итогам переписи населения Белоруссии 1997 года в деревне было 5 круглогодично жилых домов, проживали 8 человек. 30 октября 2009 года в связи с упразднением Хуторского сельсовета передана в Колодежский сельсовет. На 2013 год 2 круглогодично жилых дома, 3 постоянных жителя.

## Население
- 1870 — 37 мужчин
- 1897 — 21 двор, 167 жителей
- начало XX века — 27 дворов, 230 жителей
- 1917 — 30 дворов, 173 жителя
- 1926 — 32 двора, 179 жителей
- 1997 — 5 дворов, 8 жителей
- 2013 — 2 двора, 3 жителя